# Rów (przystanek kolejowy)
Rów – nieczynny przystanek kolejowy w Rowie w województwie zachodniopomorskim, w Polsce.